# ريان إليس (لاعب هوكي جليد)
ريان إليس هو لاعب هوكي جليد كندي، ولد في 3 يناير 1991 في هاميلتون في كندا.

## وصلات خارجية
- ريان إليس على موقع دوري الهوكي الوطني (الإنجليزية)
- ريان إليس على موقع EliteProspects.com (الإنجليزية)
- ريان إليس على موقع HockeyDB.com (الإنجليزية)
- ريان إليس على موقع Hockey-Reference.com (الإنجليزية)